# Neurosoftware
Neurosoftware es un término utilizado en referencia al desarrollo de software que permite la interacción hombre - máquina - hombre.
Un neurosoftware busca permitir que a través del cerebro humano se controlen las funciones de las computadoras o que desde las computadoras se generen órdenes al cerebro humano. Con esto se elimina la brecha que existe entre los seres humanos y las computadoras, se aprovechan el desarrollo de dispositivos tecnológicos y computacionales que se usan para suplir deficiencias orgánicas o para potenciar cualidades humanas.
A través del Neurosoftware se puede manipular un brazo robótico ubicado a distancia (por ejemplo en un transbordador espacial) sin necesidad de hacerlo a través de comandos de computadora (lo que no implica prescindir de las mismas), o se le puede ordenar, a través de una computadora, al cerebro aumentar el nivel de adrenalina en un paciente que se encuentra en cirugía.
- Datos: Q10960828